# Softcore (canção)
"Softcore" é uma faixa da banda americana de rock alternativo The Neighbourhood, lançada como parte de seu terceiro álbum de estúdio, The Neighbourhood. A canção foi escrita em 2017 pelos membros Jesse Rutherford, Brandon Fried, Jeremiah Freedman, Zachary Abels e Michael Margott, em colaboração com o produtor Lars Stalfors. Stalfors também atuou na mixagem, programação, bateria eletrônica e sintetizadores. A gravação foi conduzida por Dave Cerminara no estúdio Lankershim, localizado em Los Angeles.

## Antecedentes e composição
"Softcore" foi composta em 2017 pelos integrantes da banda — Jesse Rutherford, Brandon Fried, Jeremiah Freedman, Zachary Abels e Michael Margott — em colaboração com o produtor Lars Stalfors. A canção foi gravada no estúdio Lankershim, localizado em Los Angeles, com Stalfors também sendo responsável pela mixagem, programação, bateria eletrônica e sintetizadores. A engenharia de som ficou a cargo de Dave Cerminara.
Musicalmente, "Softcore" incorpora elementos de electropop e synthwave, apresentando uma sonoridade atmosférica marcada por sintetizadores retrô, batidas eletrônicas e vocais suaves. A faixa explora temas de vulnerabilidade emocional, conflito interno e distanciamento afetivo, com o eu-lírico expressando a dificuldade de equilibrar a vida pessoal com os próprios sentimentos.
Apesar de não ter sido promovida como single oficial na época do lançamento do álbum The Neighbourhood (2018), "Softcore" ganhou destaque posteriormente, especialmente após viralizar nas plataformas TikTok e Shazam em 2022. A repercussão tardia impulsionou a música nas paradas de streaming, rendendo certificações de platina em diversos países, incluindo os Estados Unidos e o Reino Unido.

## Recepção
A faixa “Softcore” foi amplamente elogiada por sua combinação de elementos eletrônicos e dance-rock, sendo destacada como um dos momentos mais expressivos do álbum The Neighbourhood. Críticos ressaltaram a atmosfera espacial da música e sua produção sofisticada, embora alguns tenham questionado se o excesso de polimento limitou a expressividade da faixa.. Em contrapartida, algumas avaliações negativas citaram vocais artificiais e falta de originalidade melódica, além de criticar a produção excessivamente clínica.
Matt Collar, do site AllMusic, destacou que a canção incorpora elementos de krautrock e evoca uma atmosfera densa e sensual, comparável à estética do filme American Gigolo.
A Busterz Magazine observou que “Softcore” abraça o dance rock com uma sonoridade eletrônica elegante, inserindo a faixa no contexto downtempo predominante do álbum, embora tenha criticado a repetição temática geral. O site Immortal Reviews destacou “Softcore” como um dos melhores momentos do disco, mencionando que sua “euforia espacial” constrói uma paisagem sonora poderosa dentro da atmosfera íntima do álbum. Já a análise da The Musical Hype descreveu a faixa como um “muro de som” eletrônico e dance-rock, mas sugeriu que talvez fosse “um pouco excessivamente sofisticada”, afirmando que “mais música e menos produção teria sido mais eficaz”..
Por outro lado, The Concordian apresentou uma visão negativa, criticando a linha melódica de “Softcore” como “não inspiradora” e os vocais como excessivamente processados, afirmando que os versos provocam desconforto. Concluiu que tanto a faixa quanto o álbum são “competentes, mas não valem muito a pena”..

## Lista da faixa
| N.º            | Título         | Compositor(es)                                                                                     | Produtor(es)   | Duração |  |
| 1.             | "Softcore"     | Jesse James Rutherford Zachary Abels Jeremiah Freedman Brandon Fried Michael Margott Lars Stalfors | Lars Stalfors  | 3:30    |  |
| Duração total: | Duração total: | Duração total:                                                                                     | Duração total: | 3:30    |  |

## Equipe e colaboradores
The Neighbourhood
- Jesse Rutherford – vocais, compositor
- Zachary Abels – guitarra, compositor
- Jeremiah Freedman – guitarra, compositor
- Brandon Fried – bateria, compositor
- Michael Margott – baixo, compositor

Equipe técnica
- Lars Stalfors – produtor, compositor, programação, programação de bateria, sintetizador, mixagem
- Dave Cerminara – engenharia de áudio

## Desempenho comercial
| paradas (2018–2024)                      | Melhor posição |
| ---------------------------------------- | -------------- |
| Áustria (Ö3 Austria Top 75)              | 32             |
| Czech Republic (Singles Digitál Top 100) | 23             |
| Finlândia (Suomen virallinen lista)      | 7              |
| França (SNEP)                            | 191            |
| Alemanha (Offizielle Deutsche Charts)    | 45             |
| Mundo (Billboard Global 200)             | 65             |
| Greece International (IFPI)              | 11             |
| Ireland (IRMA)                           | 78             |
| Lithuania (AGATA)                        | 6              |
| Países Baixos (Single Top 100)           | 78             |
| Noruega (VG-lista)                       | 29             |
| Poland (Polish Streaming Top 100)        | 96             |
| Portugal (AFP)                           | 79             |
| Slovakia (Singles Digitál Top 100)       | 24             |
| Suécia (Sverigetopplistan)               | 54             |
| Suíça (Schweizer Hitparade)              | 33             |
| Reino Unido (UK Singles Chart)           | 51             |
| US Rock Streaming Songs (Billboard)      | 10             |